# Backtrack (película)
Backtrack: sin regreso es una película del género thriller de 2015 escrita, coproducida, y dirigida por Michael Petroni. Está protagonizada por Adrien Brody, Bruce Spence, Sam Neill, Robin McLeavy, Malcolm Kennard, y Jenni Baird.

## Argumento
El psicoterapeuta Peter Bower sufre pesadillas desde que su hija Evie murió en un accidente de tráfico, de lo cual se culpa. Su mujer Carol padece depresión extrema y raramente sale de casa. 
Duncan, el mentor y colega de Peter, le envía una serie de pacientes muy extraños a su consulta. Entre ellos está Elizabeth Valentine, una chica aparentemente muda que le deja una nota: 12787.
Consultando internet Peter descubre que Elizabeth murió en 1987, concretamente el 12 de julio del 87: 12787. Sus otros pacientes también.
Peter consulta con Duncan, le dice que se está volviendo muy loco y que sus pacientes son fantasmas. Duncan le recuerda que fue él quien se los envió, desvelándole que también es un fantasma. Alucinando, Peter utiliza un mapa para descubrir que todos los pacientes difuntos vivían a lo largo de una línea de tren que cruzaba su ciudad natal, False Creek. Allí vive su padre, un policía retirado y alcohólico. Peter se reencuentra con su amigo de la infancia, Barry, y comienza a recordar algo horrible.
Cuándo eran adolescentes , Barry y Peter cometieron la estupidez de dejar sus bicis apoyadas en las vías del tren mientras iban a espiar a las parejas de enamorados. Peter oyó un tren y corrió para apartar la bici, vio a alguien corriendo delante de él y pensó que era Barry. El tren descarriló y 47 pasajeros murieron. Ahora Peter entiende que esos son los fantasmas que le persiguen.
La mañana siguiente Peter va a la policía local y confiesa su falta a la agente Barbara, quien le toma declaración y le informa que el suceso ha prescrito. 
Barbara investiga el accidente mientras Duncan vuelve a aparecersele a Peter y le dice que es imposible que dos simples bicicletas hiciesen descarrilar un tren. También insta a Peter a recordar exactamente qué le había distraído el día de la muerte de Evie. Peter por fin recuerda que se quedó mirando un escaparate de una juguetería con una maqueta de ferrocarril, específicamente, un modelo de una torre de cambio. La mañana siguiente Peter va a la torre de cambio del pueblo y encuentra a Barry, quien se ha suicidado. 
Peter ve el fantasma de Elizabeth una vez más, tomando el mismo camino como la noche del accidente,  y se da cuenta de que no fue Barry  quien vio correr delante de él, sino Elizabeth. Eso le lleva a un recuerdo borrado de su memoria: su padre asesinó a la chica en la casa de cambio y también accidentalmente movió la palanca que provocó el descarrilamiento.
Barbara, que ha estado investigando, interroga a William, pero este la deja inconsciente y la mete en el maletero del coche patrulla. Entonces llega Peter y acusa a su padre, pero este le golpea con una llave inglesa y le mete también en el coche.
El asesino conduce fuera del pueblo pero pierde el control del coche, que queda atravesado en las vías. Gracias al golpe Peter y Barbara logran  huir del coche mientras un tren se acerca. William intenta huir pero es retenido por el fantasma de Elizabeth y es convenientemente aplastado por el tren. 
Tiempo más tarde, Peter está en la playa con el fantasma de Evie, quién se dirige al océano. Su mujer le pregunta en qué  está pensando; Peter le dice que está pensando en tener niños.

## Reparto
- Adrien Brody es Peter Bower.
- Bruce Spence es Felix Matthers.
- Sam Neill es Duncan Stewart.
- Robin McLeavy es Barbara Henning.
- George Shevtsov es William Bower.
- Malcolm Kennard es Barry.
- Jenni Baird es Carol Bower.
- Anna Lise Phillips es Erica George.
- Chloe Bayliss es Elizabeth Valentine.
- Emma O'Farrell es Evie Bower.
- Matthew Sunderland es Steve.

## Liberación
La película se estrenó el 18 de abril de 2015 en el Tribeca Festival de cine. El 24 de abril de 2015 Saban adquirió los derechos de distribución.

## Recepción
En Tomates Podridos la película tiene un índice de 29% y una nota de 4.4/10.  La crítica dice: "Adrien Brody consigue una buena interpretación pero la película es muy floja." En Metacritic, la película tiene una puntuación de 43 de 100, indicando "revisiones mixtas o medianas".